# Paul-Joseph Schmitt
Paul-Joseph Schmitt (Yutz, Lorena, 31 de marzo de 1911-Metz, 9 de septiembre de 1987) fue un obispo católico francés. Fue obispo de Metz (1958-1987).

## Biografía
Paul-Joseph Schmitt fue ordenado sacerdote el 14 de julio de 1935, fue expulsado (1940) durante la Segunda Guerra Mundial. Unido a la Resistencia francesa, se convirtió en un miembro activo en Corrèze. Fundó la Asociación de Organizaciones de Ocio de Mosellane y defiendió la educación popular multicultural.
Fue director del Colegio San Augustin de Bitche (1954-1958). Fue consagrado obispo el 13 de noviembre de 1958 poco después de la elección del Papa Juan XXIII. Fue el obispo número 101 de Metz (1958-1987). Gilbert Duchêne fue su obispo auxiliar (1971-1975).
Asistió al Concilio Vaticano II, donde intervino en diversas ocasiones a favor de un mayor diálogo entre la Iglesia y el mundo moderno.
La Rue Sainte-Glossinde, ubicada cerca del obispado de Metz, pasó a llamarse en su honor "Rue Paul-Joseph Schmitt" (2011).